# Primetime (ciruela)
Primetime® es una variedad cultivar de ciruelo (Prunus salicina), de las denominadas ciruelas japonesas.
Una variedad que fue obtenida por un propietario de huerto cultivado con  dos variedades de ciruelas de polinización cruzada de 'Challenger' x 'Showtime', en 1985 en California (EE. UU.)
Las frutas son de tamaño grande a muy grande con forma acorazonada, color de piel rojo a morado, tienen una pulpa de color amarillenta infusionada de rojo en su mayor parte, textura firme jugosa, y sabor dulce agradable con un buen aroma.

## Sinonimia
- "Plum Prime Time",
- "Prunus salicina Primetime".[4]

## Historia
'Primetime' variedad de ciruela, fue descubierta por el obtentor en 1985, como una de las 35 plántulas encontradas en su huerto en Fresno (California), que se plantó en las variedades 'Challenger' (sin patente) y 'Showtime', U.S. Plant Pat. Nº 8.037.
Fue registrada con la patente de los Estados Unidos USPP9022P introducida en los circuitos comerciales en 1993.
'Primetime' está cultivada en España, Italia, Portugal, Sudáfrica, Australia,  Chile, y Argentina.

## Características
'Primetime' árbol medio y vigoroso, siendo su fuerte crecimiento erguido una característica notable de la variedad, extendido, bastante productivo. Flor blanca, que tiene un tiempo de floración que comienza a partir del 18 de abril con el 10% de floración, para el 21 de abril tiene una floración completa (80%), y para el 8 de mayo tiene un 90% de caída de pétalos. Es semi auto estéril necesita un polinizador adecuado.
'Primetime' tiene una talla de fruto de grande a muy grande, de forma redondeada acorazonada ovalado sobre todo en la zona peduncular, regular y ligeramente asimétrico, algo remotamente similar al ciruelo 'Eldorado', pero se distingue de éste en que los frutos de la nueva variedad son más grandes y en forma de corazón; epidermis tiene una piel lisa de color morado a rojo cubierta casi en su totalidad por numerosas lenticelas grandes bien visibles amarillentas con areola blanquecina, 'Primetime' ya ha desarrollado un buen sabor en la etapa de maduración de la cosecha, y cuando está madura para comer tiene una pulpa amarillenta infusionada de rojo en su mayor parte, textura firme jugosa, y sabor dulce agradable con un buen aroma, 12 a 14° ºBrix.
Hueso adherente, pequeño, elíptico, aplanado, surcos poco marcados, superficie rugosa.
Su tiempo de recogida de cosecha se inicia en su maduración de principios a mediados de agosto.

## Usos
Una buena ciruela de postre fresco en mesa.

## Polinización
Aunque es semi auto polinizable, para una abundante productividad son necesarias variedades polinizadoras tal como 'Moon Globe'®, 'Golden Globe'®, 'Fortune', 'Black Star', 'Friar', 'Santa Rosa' y 'Ozark Premier'.